# Roger S. H. Schulman
Pour les articles homonymes, voir Schulman.
Roger S. H. Schulman est un scénariste et producteur américain.

## Carrière

### Débuts
Schulman fait ses débuts en écrivant pour des séries comme AFL ou Parker Lewis ne perd jamais, croisant à de nombreuses reprises David Cohen. En 1995, il est scénariste pour la première fois pour long-métrage d'animation avec Balto, chien-loup, héros des neiges.

### Shrekfait décoller Schulman
En 2001, Schulman écrit le scénario du film Shrek qui est un énorme succès aussi bien critique que populaire. Il remporte l' Annie Award 2001 du meilleur accomplissement individuel pour l'écriture d'un long-métrage d'animation, prix qu'il partage avec Ted Elliott, Terry Rossio et Joe Stillman ainsi que le BAFTA Film Award 2002 du meilleur scénario ou adaptation. Schulman est aussi nommé aux Oscars mais ne remporte la statuette. Il est aussi nommé aux Saturn Award, Hugo Awards et Nebula Award.

### Continuité avec Disney
Après cela, Schulman se voit solliciter, notamment par les studios Disney et signe les scénarios des films Le Livre de la jungle 2 et Mulan 2. Par la suite, il écrit deux épisodes de la série Phil du futur. Il continue à écrire pour les productions destiné à la sortie vidéo. En 2009 et 2010, il remporte un Teen Choice Award ainsi qu'un Primetime Emmy Award pour la série Jonas.

## Filmographie sélective

### Comme scénariste
- 1991 - 1992 : Parker Lewis ne perd jamais (5 épisodes)
- 1995 : Balto, chien-loup, héros des neiges
- 2001 : Shrek
- 2003 : Le Livre de la jungle 2 (scénariste secondaire)
- 2004 : Mulan 2
- 2005 : Phil du futur (3 épisodes)
- 2006 : Bambi 2 (scénariste secondaire)
- 2006 : Frère des ours 2 (scénariste secondaire)
- 2006 : Rox et Rouky 2
- 2009 - 2010 : Jonas L.A. (24 épisodes)
- 2012 : Full bounty

### Comme producteur
- 1991 - 1993 : Parker Lewis ne perd jamais (superviseur de production durant 25 épisodes et producteur exécutif durant 12 épisodes)
- 2005 - 2006 : Phil du futur (producteur exécutif durant 22 épisodes)
- 2009 - 2010 : Jonas (producteur exécutif durant 15 épisodes)